# Куси-ле-Шато-Офрик
Куси-ле-Шато-Офрик (фр. Coucy-le-Château-Auffrique) — коммуна на севере Франции, регион О-де-Франс, департамент Эна, округ Лан, кантон Вик-сюр-Эн. Расположена в 18 км к западу от Суассона и в 42 км к югу от Сен-Кантена, в 17 км от национальной автомагистрали N2. Через территорию коммуны протекают параллельно друг другу река Элетт, приток Уазы, и канал Уаза-Эна.
Коммуна образована в 1921 году путём слияния соседних коммун Куси-ле-Шато и Офрик-э-Ножан. Обычно упоминается как «Куси» или «Куси-ле-Шато», без добавления «Офрик».
Население (2018) — 1 002 человека.

## История
История Куси тесно связано с местным замком и его владельцами. Первый замок был построен около 920 года реймсским архиепископом Эрве. Исключительно выгодное стратегическое положение замка делало его объектом интереса многих местных феодалов, в результате чего он часто менял хозяев, пока в 1085 году его не приобрёл Ангерран I де Куси, сеньор де Бове. Он был крупнейшим землевладельцем в районе Амьена, поскольку благодаря женитьбе на Аде да Марль присоединил к своему родовому владению Бове Куси, Марль, Ла Фер, Вервен и другие земли.
От этого брака Ангерран де Куси имел сына Тома де Марль. Второй брак Тома де Марль с Эрменгардой де Монтажу принес ему замок, позволивший ещё при жизни отца занять независимое положение и, благодаря своему неуживчивому характеру, восстановить против себя окрестных сеньоров. В 1105 году они осадили Тома в его замке, и потребовалось вмешательство отца и даже наследника французского трона, будущего короля Людовика VI, чтобы снять осаду. После этого Тома де Марль и Ангерран де Куси поддержали восстание жителей Лана против архиепископа Амьена, за что Людовик VI наложил на Тома интердикт.
После смерти отца Тома де Марль вступил в открытый конфликт с королём, который в споре за графство Амьенское предпочел Тома своего фаворита Рауля де Вермандуа. В 1130 году Тома убил брата Рауля, Анри де Шомон-ан-Вексан, после чего Рауль при поддержке короля осадил Тома в замке Куси и убил его.
После смерти Тома де Марля его владения были поделены между сыновьями — Раулю достался Бове, а Ангеррану II — Куси. Внук последнего, Ангерран III де Куси, перестроил замок, превратив его в крупнейшую крепость средневековой Европы. Активный участник феодальных распрей XIII века, Ангерран де Куси, будучи по матери правнуком короля Людовика VI, даже претендовал на французский трон, в чём не преуспел, хотя сохранил богатство и влияние. Его дочь Мари де Куси вышла замуж за короля Шотландии Александра II.
Правнук Ангеррана III, Ангерран VI де Куси был активным участником Столетней войны. В 1346 году он сражался в битве при Креси рядом с королём Филиппом VI и был убит. Ему наследовал сын Ангерран VII де Куси, последний и самый яркий представитель рода де Куси.
После пленения короля Иоанна II в битве при Пуатье в 1359 году 40 французских дворян отправились в Англию в качестве заложников для освобождения короля из плена. Одним из этих заложников был Ангерран VII де Куси. Во время пребывания в Англии он сблизился с королём Эдуардом III и даже женился на его дочери Изабелле. После возвращения на континент Ангерран стал участником многочисленных войн, во Франции он получил от короля Карла V титул маршала Франции. Во время войны с турками в битве при Никополе был взят в плен и вскоре умер.
Ангерран VII де Куси не оставил сыновей, и его земли перешли к дочери Марии. В 1400 году она продала Куси герцогу Людовику Орлеанскому, брату короля Карл VI. После этого он оставался собственностью Орлеанского дома до Великой Французской революции.
Замок Куси был практически полностью разрушен германскими войсками во время Первой мировой войны — он был взорван при отступлении в июне 1917 года.

## Достопримечательности
- Шато Куси — после 1917 года сохранились часть стен замка и отдельные сооружения
- Часть городских стен, в том числе ворота: Лионские, Суассонские и Шони
- Церковь Святого Спасителя, восстановленная из руин в начале XX века

## Экономика
Уровень безработицы (2017) — 11,1 % (Франция в целом — 13,4 %, департамент Эна — 17,8 %). 

Среднегодовой доход на 1 человека, евро (2018) — 20 280 (Франция в целом — 21 730, департамент Эна — 19 690).

## Население
| 1962 | 1968 | 1975 | 1982 | 1990 | 1999 | 2018 |
| ---- | ---- | ---- | ---- | ---- | ---- | ---- |
| 1151 | 1137 | 1118 | 1120 | 1058 | 995  | 1002 |

## Администрация
Пост мэра Куси-ле-Шато-Офрик с 2020 года занимает Софи Бутруа (Sophie Boutroy). На муниципальных выборах 2020 года возглавляемый ею список был единственным.
| Период | Период | Фамилия        | Партия                  | Примечания                                       |
| ------ | ------ | -------------- | ----------------------- | ------------------------------------------------ |
| 1983   | 1995   | Мишель Лефевр  |                         |                                                  |
| 1995   | 2001   | Жак Пино       |                         |                                                  |
| 2001   | 2008   | Жан-Серж Симон |                         |                                                  |
| 2008   | 2020   | Жан-Клод Дюмон | Коммунистическая партия | пенсионер, член Генерального совета департамента |
| 2020   |        | Софи Бутруа    |                         |                                                  |

## Города-побратимы
- Франлингем, Великобритания
- Альтенкассель (район города Саарбрюккен), Германия
- Липик, Хорватия

## Известные уроженцы
- Сезар де Бурбон, герцог Вандом (1594—1665) — внебрачный сын короля Франции Генриха IV и Габриэль д'Эстре, родоначальник рода Вандом, побочной линии династии Бурбонов, адмирал Франции

## Галерея

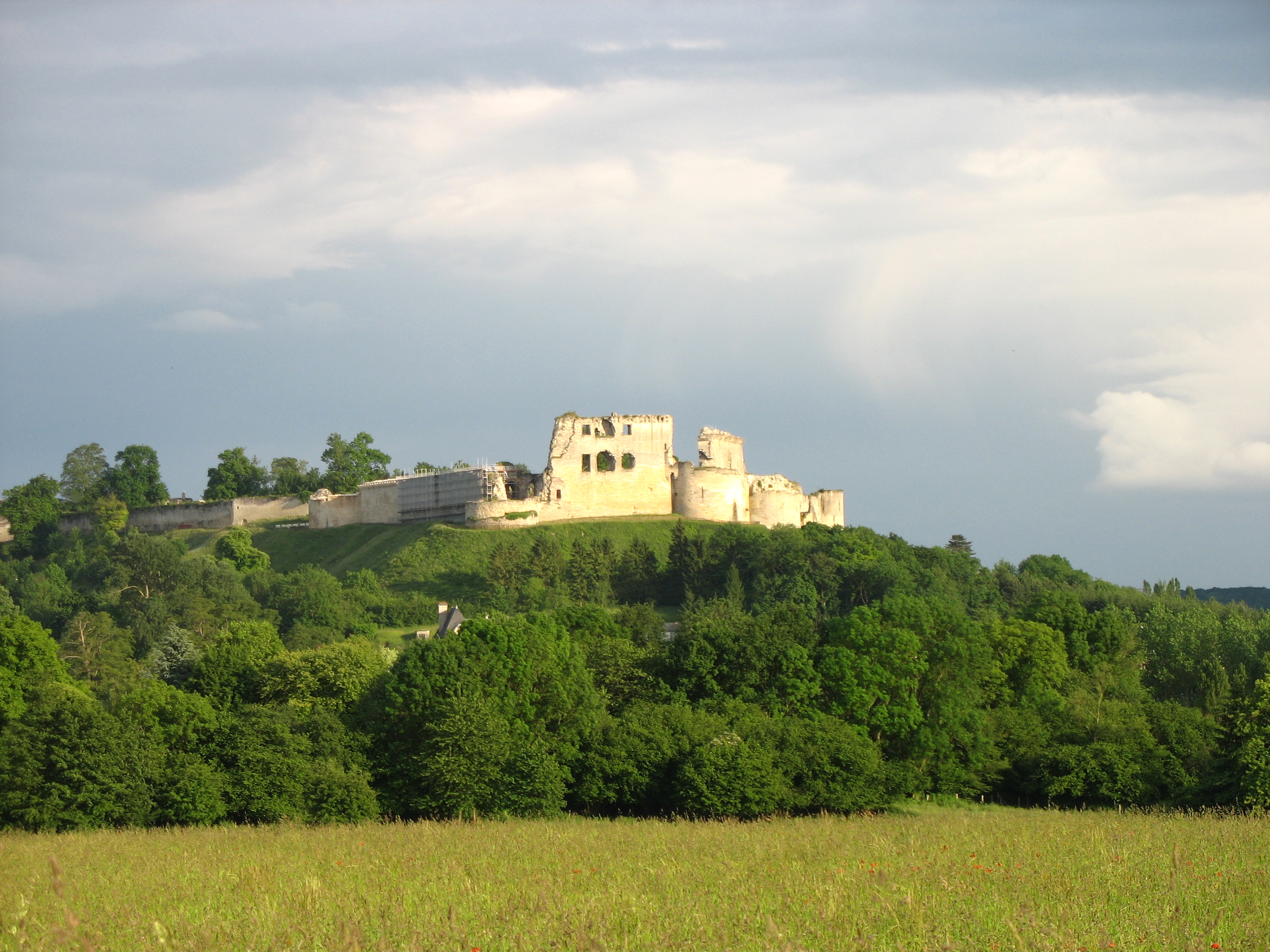
Донжон и шато Куси
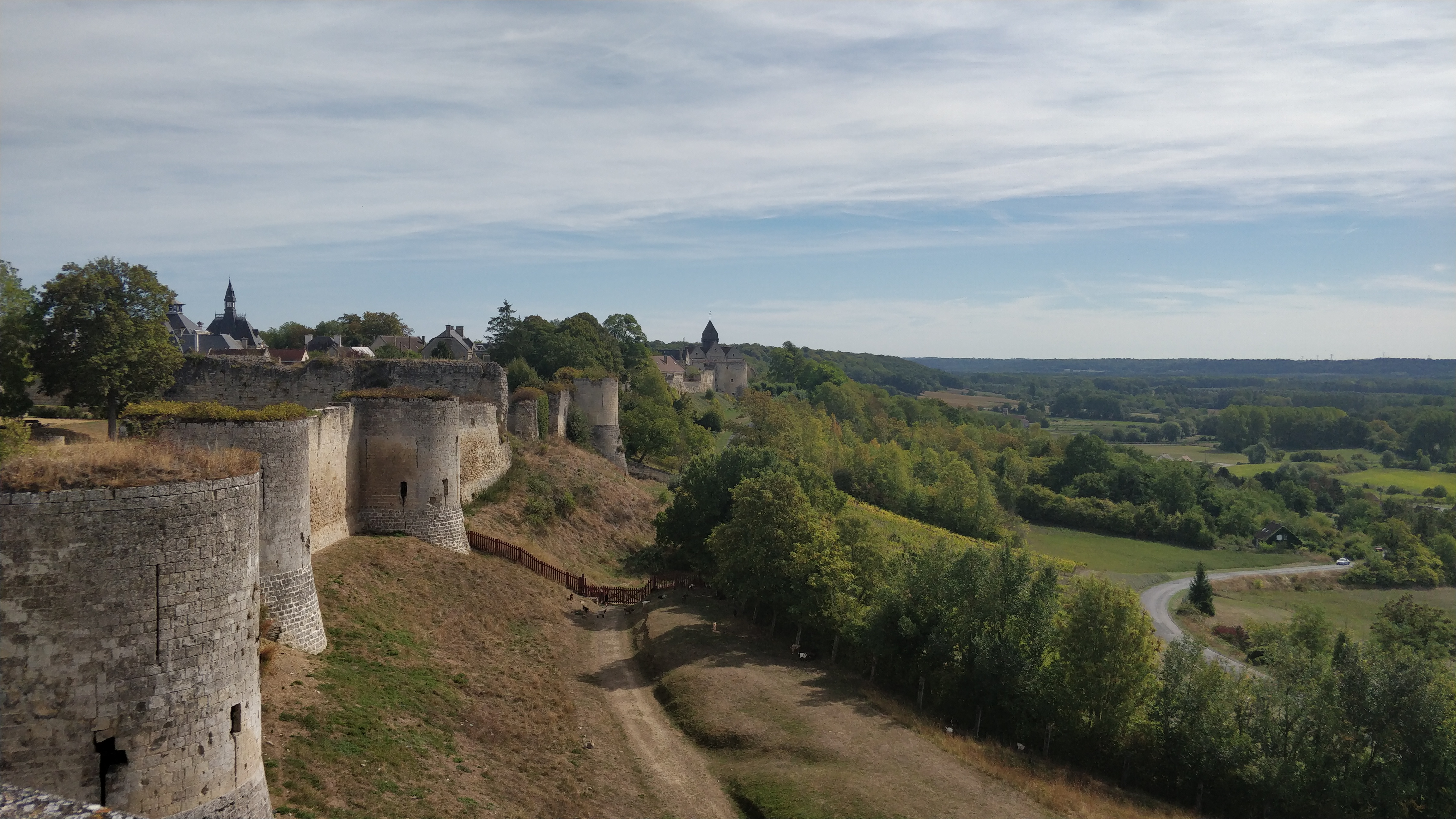
Вид на стену шато Куси
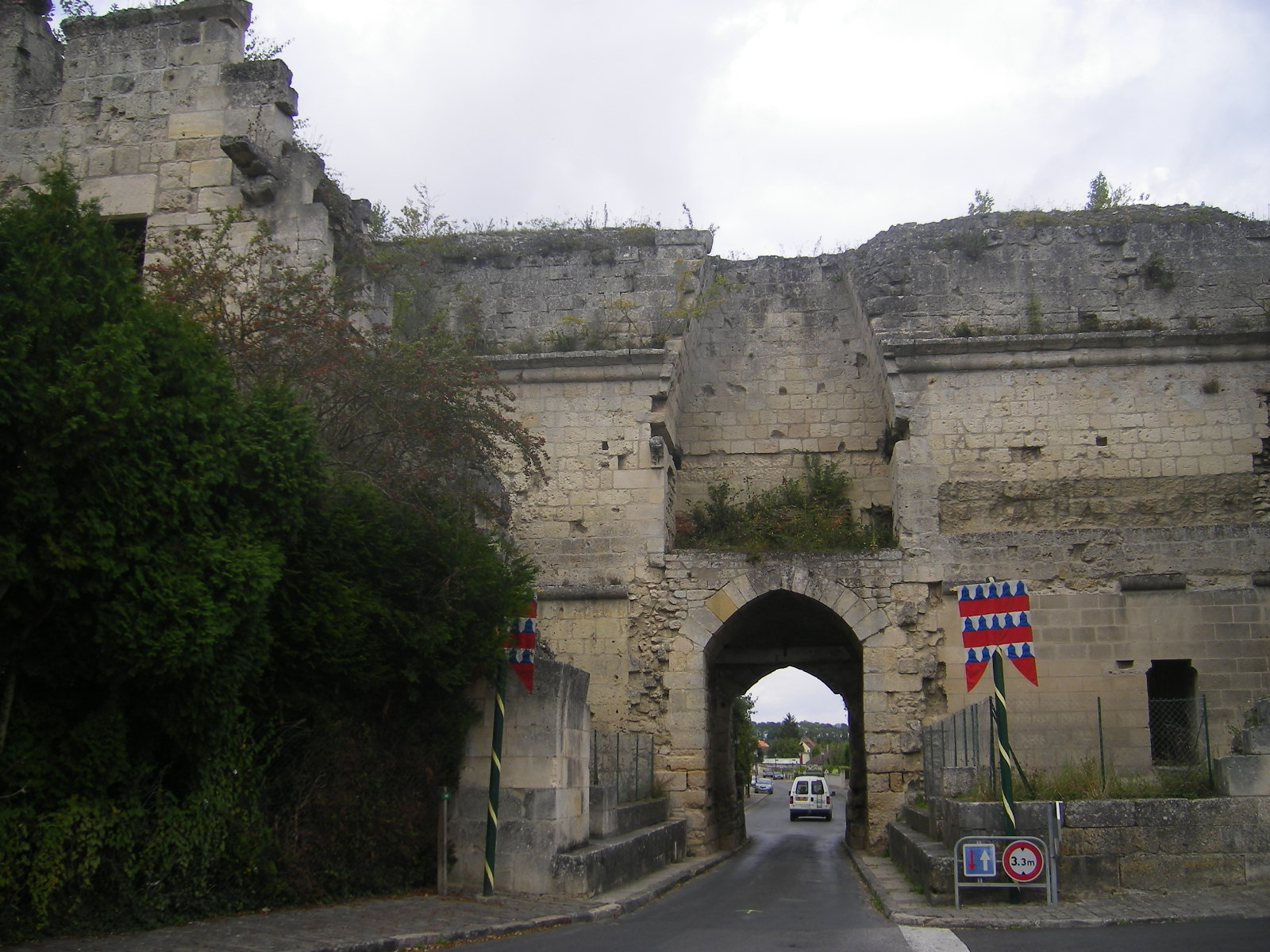
Лионские ворота
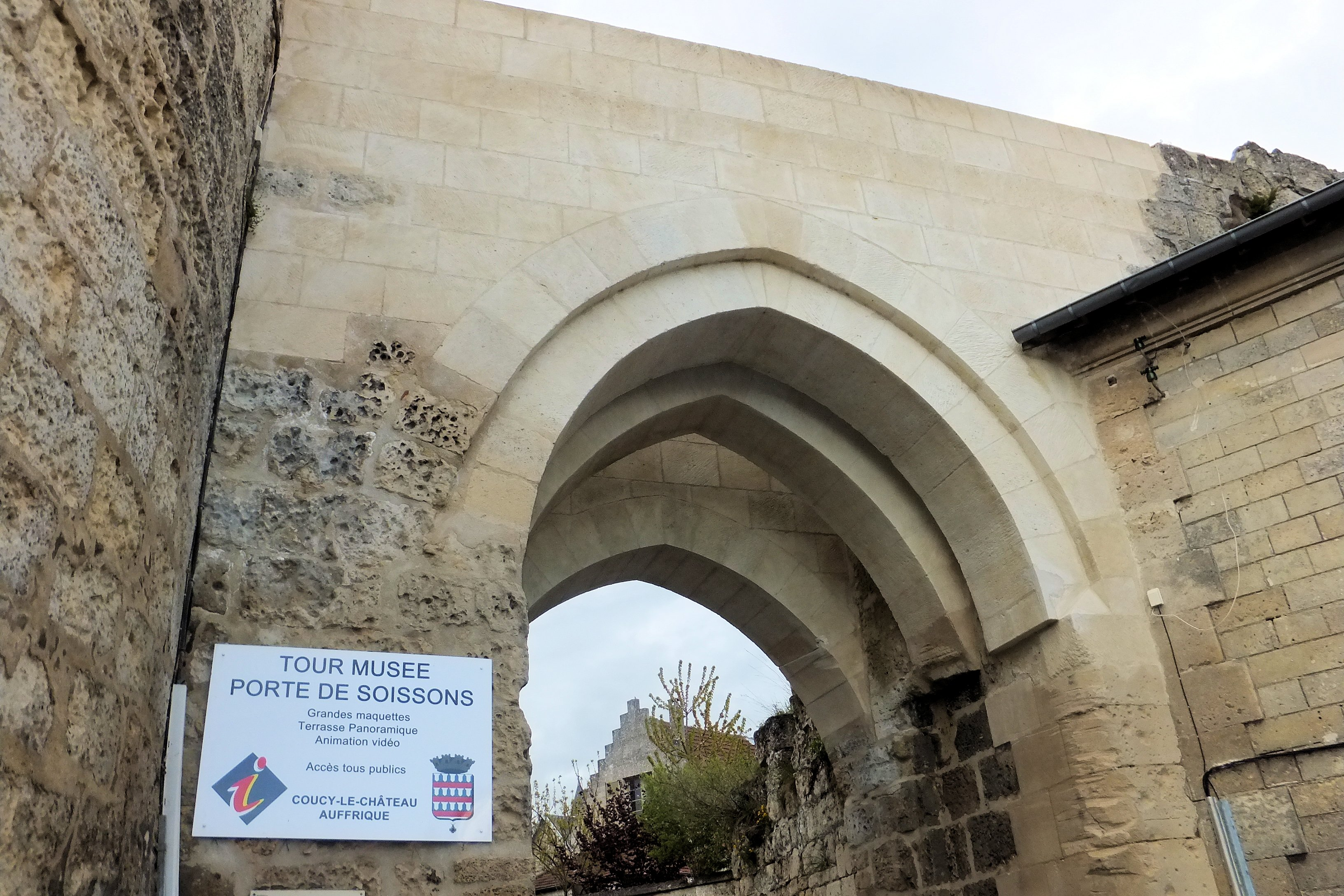
Суассонские ворота
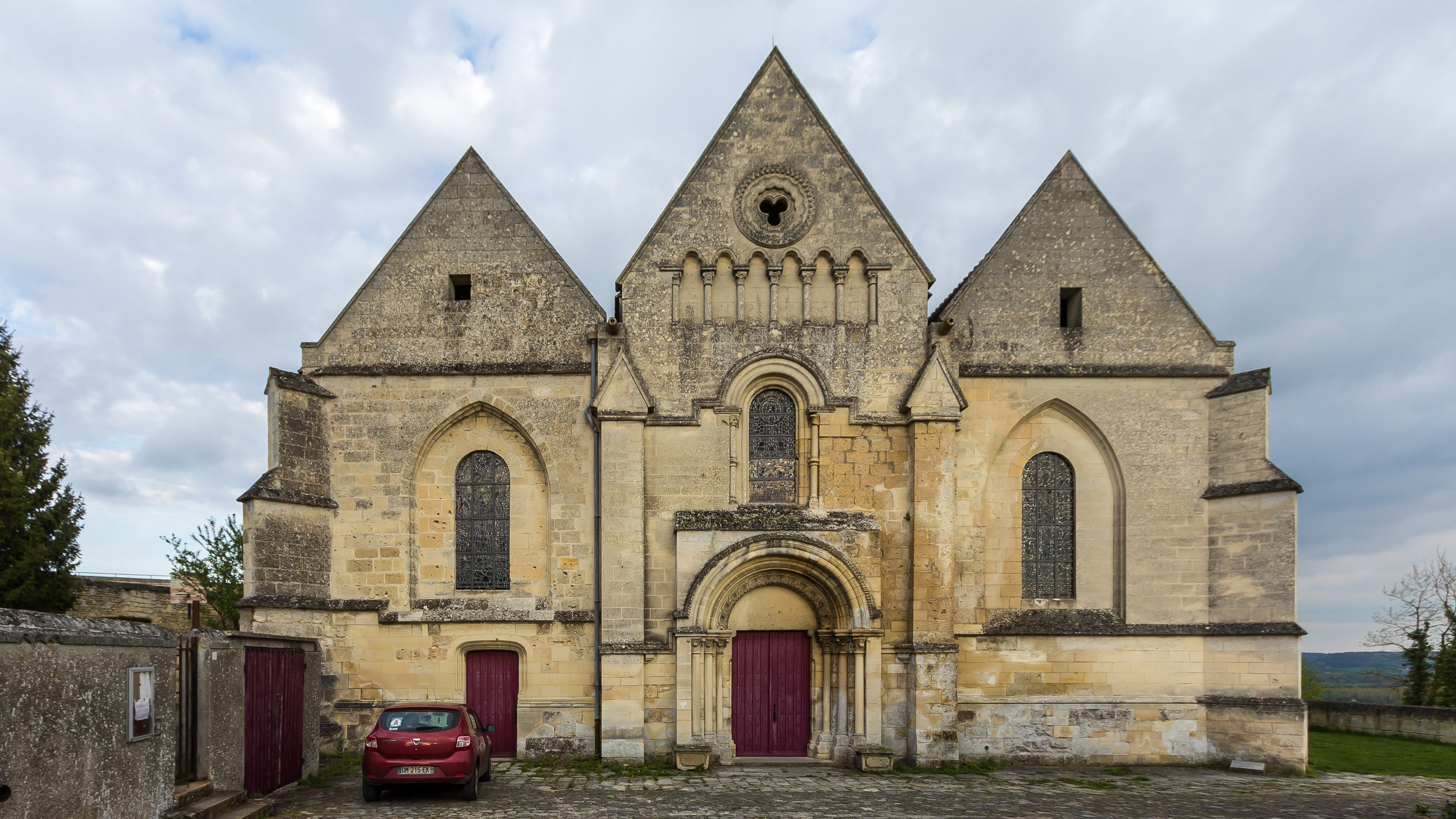
Церковь Святого Спасителя

1. 1 2  база данных о французских коммунах — Национальный географический институт Франции, 2015.